# 북해 제국
북해 제국(North Sea Empire)은 크누트 대왕이 잉글랜드, 덴마크, 노르웨이, 그리고 스웨덴의 일부를 통일하고 네 국가의 왕으로 즉위한 1016년에서 그가 사망한 1035년까지 지배한 국가를 후세에 흔히 이르는 말이다. 앵글로-스칸디나비아 제국(Anglo-Scandinavian Empire)이라고도 한다.
북해 제국은 이름 그대로 북해를 자신들의 지중해로 삼는 광대한 권역을 자랑했으나, 크누트가 사망하자마자 분열하여 그 위용은 당대에 그치고 말았다. 또한 수십년 뒤 프랑스의 바이킹이 잉글랜드를 침략, 정복함에 따라 영국 땅에서 바이킹적 전통은 프랑스적 전통에 밀려 쇠퇴하고 만다.

## 같이 보기
- 칼마르 동맹
- 잉글랜드 국왕
- 덴마크의 군주 목록
- 노르웨이 국왕